# Telebasis simulata
Telebasis simulata är en trollsländeart som beskrevs av Tennessen 2002. Telebasis simulata ingår i släktet Telebasis och familjen dammflicksländor. Inga underarter finns listade i Catalogue of Life.